# Wiktor Kinecki
Wiktor Zdzisław Kinecki (ur. 31 grudnia 1929 w Międzychodzie) – polski działacz partyjny i państwowy, dyplomata, ambasador w Indiach i Jugosławii, poseł na Sejm PRL VII kadencji (1976–1980). 

## Życiorys
Syn Juliana i Gertrudy. W czasie II wojny światowej pracował jako roznosiciel gazet i robotnik w zecerni „H. Buchwold” w Międzychodzie. Po zakończeniu okupacji niemieckiej uczył się w szkole średniej w rodzinnym mieście (do 1949). Należał do Związku Walki Młodych. W latach 1949–1957 zasiadał we władzach Związku Młodzieży Polskiej, następnie był członkiem sekretariatu Światowej Federacji Młodzieży Demokratycznej w Budapeszcie (1958–1962). Był naczelnikiem Związku Harcerstwa Polskiego (1964–1969). W czerwcu 1968 wszedł w skład Komitetu Przygotowawczego obchodów 500. rocznicy urodzin Mikołaja Kopernika. W 1970 ukończył studia na Wydziale Dziennikarstwa i Nauk Politycznych Uniwersytetu Warszawskiego.
Od pierwszej połowy lat 50. działał w Polskiej Zjednoczonej Partii Robotniczej, pełniąc funkcję zastępcy członka Komitetu Centralnego PZPR (1964–1980) i zastępcy kierownika Wydziału Zagranicznego KC PZPR (1970–1971).
W latach 1971–1975 pełnił funkcję ambasadora nadzwyczajnego i pełnomocnego PRL w Indiach, Sri Lance, Singapurze i Nepalu. Po powrocie do kraju objął funkcję I sekretarza Komitetu Wojewódzkiego PZPR w Siedlcach (1975–1979), z którą wiązało się przewodnictwo nad Wojewódzką Radą Narodową, które objął 12 czerwca 1975. W latach 1976–1980 wykonywał mandat posła na Sejm VII kadencji z okręgu Siedlce. Zasiadał wówczas w Komisji Spraw Zagranicznych.  
W 1979 ponownie wyjechał na placówkę, tym razem na stanowisko ambasadora nadzwyczajnego i pełnomocnego PRL w Belgradzie. Po powrocie do Polski został I sekretarzem KW PZPR w Gorzowie Wielkopolskim, wszedł również ponownie w skład Komitetu Centralnego PZPR (1986–1990).
W latach 1964–1970 zasiadał w prezydium Zarządu Głównego Towarzystwa Przyjaźni Polsko-Radzieckiej, po powrocie z Indii został w 1978 wiceprzewodniczącym władz Towarzystwa Przyjaźni Polsko-Indyjskiej.

## Odznaczenia[2]
- Krzyż Oficerski Orderu Odrodzenia Polski (1964)[3]
- Złoty Krzyż Zasługi (1955)[4]
- Srebrny Krzyż Zasługi (1955)[5]
- Order Sztandaru Pracy II klasy
- Złoty Krzyż „Za Zasługi dla ZHP”
- Złoty Medal „Za zasługi dla obronności kraju”
- Srebrny Medal „Za Zasługi dla Obronności Kraju”
- Brązowy Medal „Za Zasługi dla Obronności Kraju” (1967)[6]
- Złoty Znak Związku Ochotniczych Straży Pożarnych (1966)[7]
- Odznaka Opiekuna Miejsc Pamięci Narodowej (1970)[8]
- Złota odznaka Kół Młodzieży Wojskowej (1966)[9]
- Złota honorowa odznaka Związku Młodzieży Wiejskiej (1966)[10]
- Odznaka Kościuszkowska (1967)[11]
- Order Sztandaru z Wstęgą (Jugosławia)
- Srebrny Order Zasługi NRD